# Evelyn (film)
Evelyn is een Amerikaanse dramafilm uit 2002 onder regie van Bruce Beresford. Scriptschrijver Paul Pender baseerde zich op een waargebeurd verhaal over het wettelijke gevecht van de Ier Desmond Doyle om het voogdijschap over zijn zes kinderen, hoewel de film zich niet exact aan de feiten houdt. De titel daarvan verwijst naar Doyles enige dochter.

## Verhaal
Nadat zijn vrouw is weggelopen, worden Desmond Doyles kinderen bij hem weggehaald. Om ze terug te krijgen, moet hij een oude voogdijwet aanvechten.

## Rolverdeling
- Sophie Vavasseur - Evelyn Doyle
- Niall Beagan - Dermot Doyle
- Hugh McDonagh - Maurice Doyle
- Pierce Brosnan - Desmond Doyle
- Mairead Devlin - Charlotte Doyle
- Frank Kelly - Henry Doyle
- Marian Quinn - Zuster Theresa
- Julianna Margulies - Bernadette Beattie
- Bosco Hogan - Father O'Malley
- Stephen Rea -  Michael Beattie
- Aidan Quinn - Nick Barron
- Alan Bates - Tom Connolly